# 佐藤祐一 (バーテンダー)
佐藤 祐一（さとう ゆういち、1960年〈昭和35年〉5月18日 - ）は、日本のバーテンダー。Sato’s Bar Owner Bartender。血液型O型。

## 経歴
新潟県三条市出身。三条市立第三中学校では吹奏楽部に入部し活躍。卒業後、敬和学園高等学校へ進学。
その後、尚美ミュージックカレッジ専門学校へ進学し、トランペットを専攻。中学校音楽科の教員免許を取得。

## 活動
1987年、Sato’s Barを開業。
学生時代にアルバイトをしていたお店でピアノを弾くようになり、ジャズ演奏もするバー経営に興味を持たれるようになった。
Sato’s BarではOwner Bartenderとしてグランドピアノを弾く。
現在は様々なところで音楽活動を行っている。